# Diga del Lucendro
La diga del Lucendro è  situata sul Passo del San Gottardo nel territorio del Canton Ticino.

## Descrizione
La diga di tipo contrafforti venne inaugurata nel 1947.
Il lago creato dalla diga, il lago del Lucendro ha un volume massimo di 25 milioni di metri cubi, una lunghezza di 1,4 km e un'altitudine massima di 2135 m s.l.m. e sbarra il corso della Reuss.
Lo sfioratore ha una capacità di 70 metri cubi al secondo.

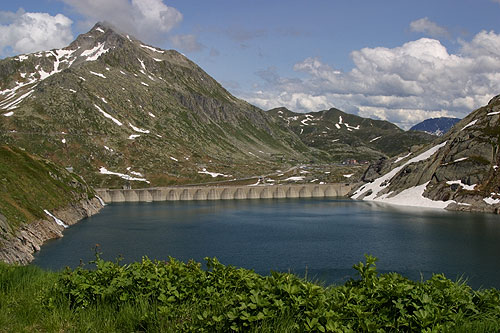
La diga vista da dietro

## Acque
Le acque del lago vengono sfruttate nella Centrale idroelettrica di Airolo, per poi rigettate nel fiume Ticino.